# Рейн, Георгий Ермолаевич
Георгий Ермолаевич Рейн (1854—1942) — русский врач, общественный деятель и политик; доктор медицины, заслуженный ординарный профессор и академик Военно-медицинской академии, почётный лейб-хирург Императорского двора. Действительный тайный советник (1 января 1917).

## Биография
Родился 20 апреля (2 мая) 1854 года в Санкт-Петербурге в семье врача Германа Рейна (1835—1894). 
Окончил Ларинскую гимназию (1869) и Медико-хирургическую академию (1874), причем был удостоен золотой медали за сочинение «Очерк исторического развития овариотомии». Был оставлен при академии, где его занятиями по акушерству и женским болезням руководил А. Я. Крассовский. В 1876 году защитил диссертацию «К вопросу об удалении фибромиом матки посредством чревосечения» и 22 мая 1876 года стал доктором медицины (акушерство и гинекология). В качестве хирурга подвижного госпиталя участвовал в русско-турецкой войне 1877—1878 годов, был награжден орденом. 
С 1880 года — приват-доцент Медико-хирургической академии, с 1883 года — профессор Киевского университета. С 1884 года возглавлял кафедру акушерства и гинекологии на медицинском факультете этого университета. 
С 1898 года — заведующий кафедрой теоретического акушерства и женских болезней с пропедевтической клиникой Военно-медицинской академии (бывшей Медико-хирургической академии). С 1908 года — почётный лейб-хирург Императорского двора. Под руководством Г. Е. Рейна в Военно-медицинской академии была создана новая акушерско-гинекологическая клиника, которой он заведовал 10 лет. С 1901 года — академик, с 1905 года заслуженный ординарный профессор. С 1905 года активно участвовал в общественной политической жизни. Член 2-й и 4-й Государственных дум от Волынской губернии; входил во фракцию октябристов. С 1908 года по рекомендации П. А. Столыпина Г.Е.Рейн был назначен председателем Медицинского совета МВД — высшей медицинской инстанции в России.  
В сентябре 1911 года в Киеве он находился около смертельно раненого П.А.Столыпина, принимая участие в оказании ему медицинской помощи. 
В 1912 году начала свою работу Высочайше учрежденная междуведомственная комиссия по пересмотру врачебно-санитарного законодательства во главе Г.Е. Рейном (работала до 1916 года), которая подвела итоги развития здравоохранения России и дала объективную оценку его состоянию.  В составе Комиссии было создано 5 подкомиссий: санитарная, по вопросам врачебной помощи и призрения, по образованию, правам и обязанностям медицинского персонала, судебно-медицинская и юридическая, организационная и финансовая, при которой был создан отдел по борьбе с детской смертностью. Впервые была предпринята попытка рассчитать экономический ущерб от высокой заболеваемости и непредотвращения смертности населения. Комиссия разработала серию законодательных актов, касающихся органов управления здравоохранением в центре и на местах, согласно которым руководство врачебно-санитарным делом в стране должно было принадлежать Главному управлению государственного здравоохранения. В то же время проект Г. Е. Рейна предполагал значительное ограничение прав земской и городской медицины, что вызвало возмущение медицинской общественности.
С марта 1915 года — член Государственного совета. С 1 сентября 1916 по 22 февраля 1917 года состоял главноуправляющим Главного управления государственного здравоохранения (на правах министра). Кроме того, состоял членом Всероссийского национального клуба и Киевского клуба русских националистов.
После Февральской революции 1917 года был арестован Чрезвычайной Следственной Комиссией Временного правительства по обвинению в злоупотреблениях на посту главноуправляющего, допрошен и вскоре освобождён. 
После чего переехал из Петрограда в Киев, где исполнял обязанности доцента, а затем (с 1919 года) — профессора кафедры акушерства и женских болезней Киевского университета.  
В ноябре того же года с частями Белой армии был эвакуирован в Новороссийск, откуда эмигрировал в Константинополь, а затем в Болгарию. В 1919 году избран профессором Софийского университета по кафедре акушерства и женских болезней, где работал с перерывом в 1919—1922 и 1924—1926 годах (в 1922/23 учебном году занимался преподавал на медицинском факультете Загребского университета). В 1926 году переехал в Ниццу. 
Скончался 4 декабря 1942 года в Софии (но, возможно, и в Ницце). Похоронен на русском православном кладбище Кокад (Caucade) в Ницце. Там же похоронена его жена — Лидия Сергеевна Сабурова (в первом браке Золотарева; 1856—1941, Ницца).
Дети: 
- Нина (1879—?) и Тамара (1883—?) — приемные дочери (от первого брака Лилии Сергеевны). Муж Тамары Георгиевны — Фёдор Васильевич Вербицкий, врач-бактериолог, доктор медицины, профессор.
- Татьяна (1888—?).

## Награды
- Орден Святой Анны 3-й степени с мечами (30.12.1877)
- Орден Святого Станислава 2-й степени (02.04.1879)
- Орден Святой Анны 2-й степени (20.12.1885)
- Орден Святого Владимира 4-й степени (01.01.1900)
- Орден Святого Владимира 3-й степени (06.04.1903)
- Орден Святого Станислава 1-й степени (06.12.1908)
- Орден Святой Анны 1-й степени (01.01.1911)
- Орден Святого Владимира 2-й степени (14.04.1913)

Иностранные:
- Гессен-Дармштадтский орден Филиппа Великодушного 1-й степени (1908)
- Французский орден Почётного легиона, большой офицерский крест (1914)